# Uroxys pygmaeus
Uroxys pygmaeus är en skalbaggsart som beskrevs av Edgar von Harold 1883. Uroxys pygmaeus ingår i släktet Uroxys och familjen bladhorningar. Inga underarter finns listade i Catalogue of Life.